# عنصر الجريمة
عنصر الجريمة (بالإنجليزية: The Element of Crime)‏ هو فيلم جريمة نيو-نوار من إخراج لارس فون ترايير، صدر الفليم في 14 مايو 1984.

## روابط خارجية
- عنصر الجريمة على موقع IMDb (الإنجليزية)
- عنصر الجريمة على موقع الموسوعة البريطانية (الإنجليزية)
- عنصر الجريمة على موقع روتن توميتوز (الإنجليزية)
- عنصر الجريمة على موقع نتفليكس (الإنجليزية)
- عنصر الجريمة على موقع ألو سيني (الفرنسية)
- عنصر الجريمة على موقع Turner Classic Movies (الإنجليزية)
- عنصر الجريمة على موقع أول موفي (الإنجليزية)
- عنصر الجريمة على موقع فيلمافينيتي (الإسبانية)
- عنصر الجريمة على موقع قاعدة بيانات الأفلام السويدية (السويدية)
- عنصر الجريمة على موقع قاعدة بيانات الفيلم (الإنجليزية)